# 로사 고원

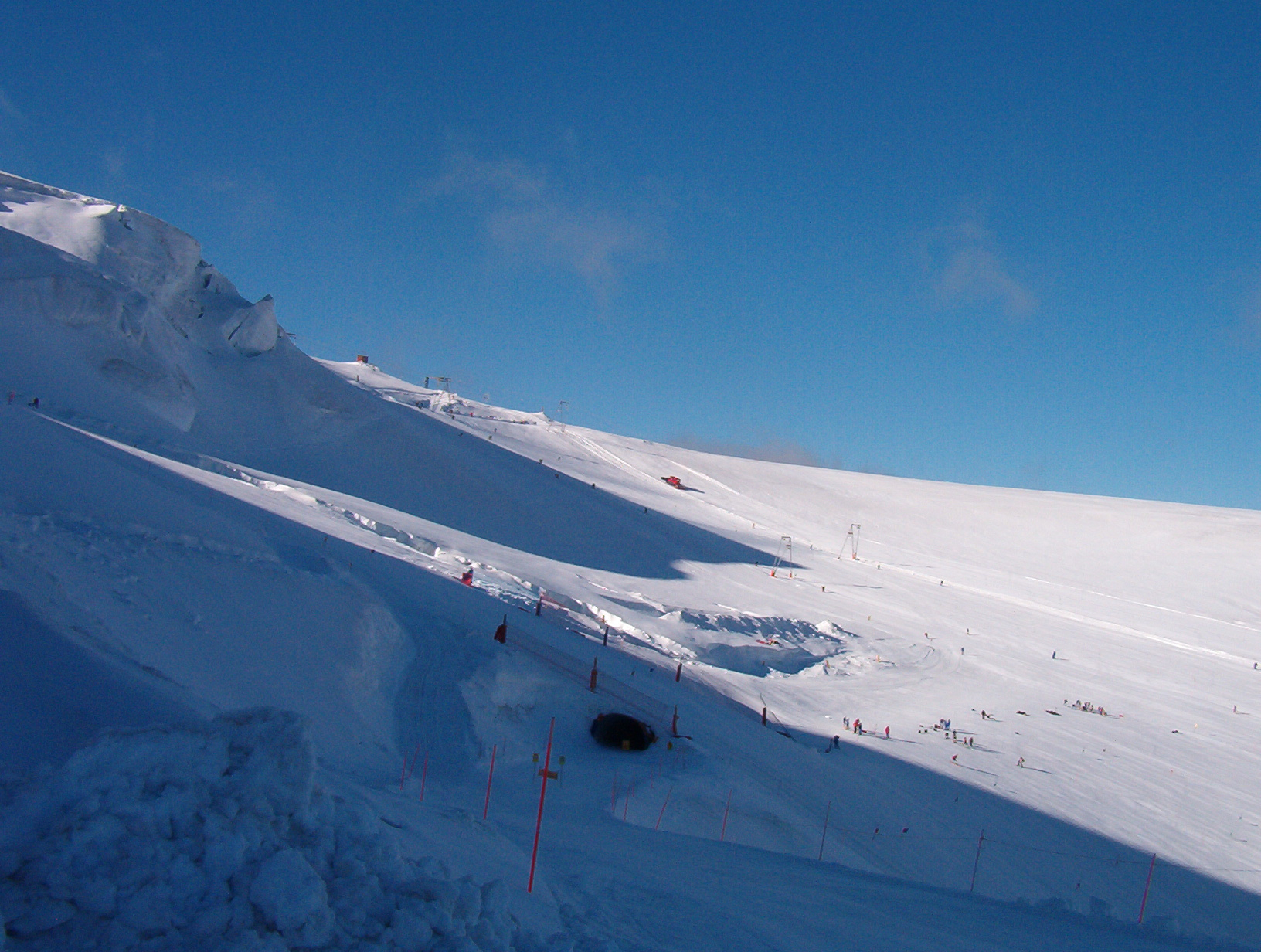
로사 고원

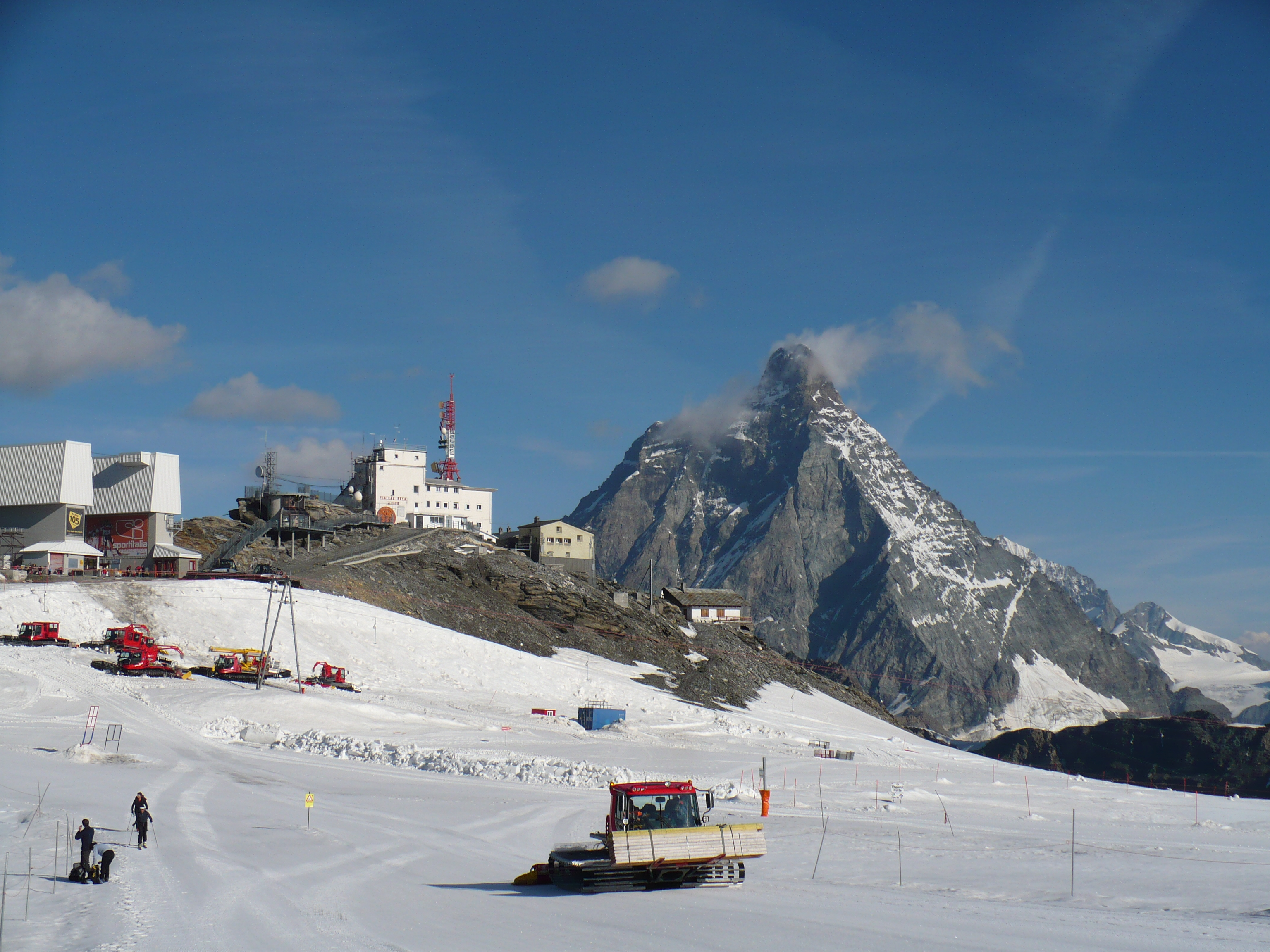
케이블카 산기슭과 기상 관측소가 있는 테스타 그리지아, 오른쪽 마터호른

로사 고원(Plateau Rosa)은 스위스-이탈리아 국경 체르마트 근처에 있는 빙하 밭이다. 그것은 3,480m에 위치하고 있으며, 체르마트 스키 지역의 일부인 테오둘 빙하의 일부이다. 로사 고원은 이탈리아에 위치한 브로이유-체르비니아에서 테오둘 고개의 테스타 그리기아역을 통해 케이블카로 도달할 수 있다. 체르마트에서 클라인 마터호른 케이블카 또는 간데크 T-바 리프트로 트로케너 슈테크를 통해 로사 고원에 도달할 수 있다.